# Microdytes paoloi
Microdytes paoloi (лат.) — вид жуков-плавунцов рода Microdytes из подсемейства Hydroporinae (Dytiscidae). Длина около 2 мм. Юго-Восточная Азия: Таиланд. Назван в честь Paolo Mazzoldi (Brescia, Италия), коллектора типового материала, собравшего его в 1999 году в Таиланде.

## Описание
Жуки мелких размеров; длина продолговато-овального тела около 2 мм. Голова желтовато-коричневая, более тёмная сзади; наличник почти правильной округлой формы, слегка усечённый, не окаймлён; мелко и регулярно пунктирован, с тонкими рядами пунктировки вдоль глаз. Антенны красновато-коричневые, длинные. Переднеспинка темно-коричневая до чёрного; боковые края отчётливо окаймлены, регулярно округлые. Надкрылья желтовато-коричневые, тёмно-коричневые до чёрных по шву, вдоль основания и на вершине, с двумя продольными тёмно-коричневыми полосами; пунктуры довольно плотно расположены и двух видов по размеру, без отчётливых продольных рядов пунктур; сильно полированные и блестящие; без микроретикуляции. От близких видов отличаются следующими признаками: надкрылья с двумя постмедиальными продольными полосами; на задних тазиках грубые пунктуры. Надкрылья без вдавления на латеральной стороне.